# Переговорна рамка
Переговорна рамка англ. negotiating framework — це технічне завдання яке охоплює різноманітні аспекти майбутніх перемовин про членство в Європейському Союзі з країною-кандидатом:
- етапи перемовин,
- відкриття переговорних глав, які глави відкриваються першими, які закриваються останніми,
- як оцінюється прогрес і закриваються переговорні глави та ін.

Очікується, що переговорна рамка буде підготовлена до березня 2024 і найбільш ймовірно схвалені у квітні на міжурядовій конференції ЄС.
У висновках Європейської Ради стосовно України та Молдови йдеться, що Європейська Рада пропонує Раді ЄС ухвалити відповідні рамки переговорів після того, як будуть вжиті відповідні кроки, викладені у відповідних рекомендаціях Європейської Комісії від 8 листопада 2023 року. Це означає, що до безпосереднього початку переговорів Україна повинна виконати всі рекомендації Єврокомісії, включно з тими, які вона вказала у листопадовому звіті про розширення.
Схвалення рамок всіма членами ЄС відкриє шлях для фактичного початку переговорів.
Паралельно із розробкою рамок відбуватиметься повний скринінг законодавчої бази країн-кандидатів на предмет відповідності до законодавства (acquis) ЄС, що згруповано у 6 кластерів і 33 глав.